# Adesmia punctata
Adesmia punctata es una especie de planta floral del género Adesmia, categorizada en la tribu Dalbergieae, de la familia Fabaceae.

## Distribución
Especie nativa de Argentina, Uruguay y Brasil. Crece en el bioma subtropical.

## Taxonomía
Fue descrita por DC. y publicada en Ann. Sci. Nat. 4: 95 (1825).